# الصمود (الهندسة)
الصمود في الهندسة، هي القدرة الكمية للنظام أو النظام الفرعي أو المعدات أو العملية أو الإجراء على الاستمرار في العمل أثناء وبعد اضطراب طبيعي أو من صنع الإنسان. وفي التعريف العسكري، هي القدرة على البقاء مواصلة العمل بعد كل اشتباك.